# Torre de Esgueva
Torre de Esgueva è un comune spagnolo di 99 abitanti situato nella comunità autonoma di Castiglia e León.